# Fragmente der griechischen Historiker

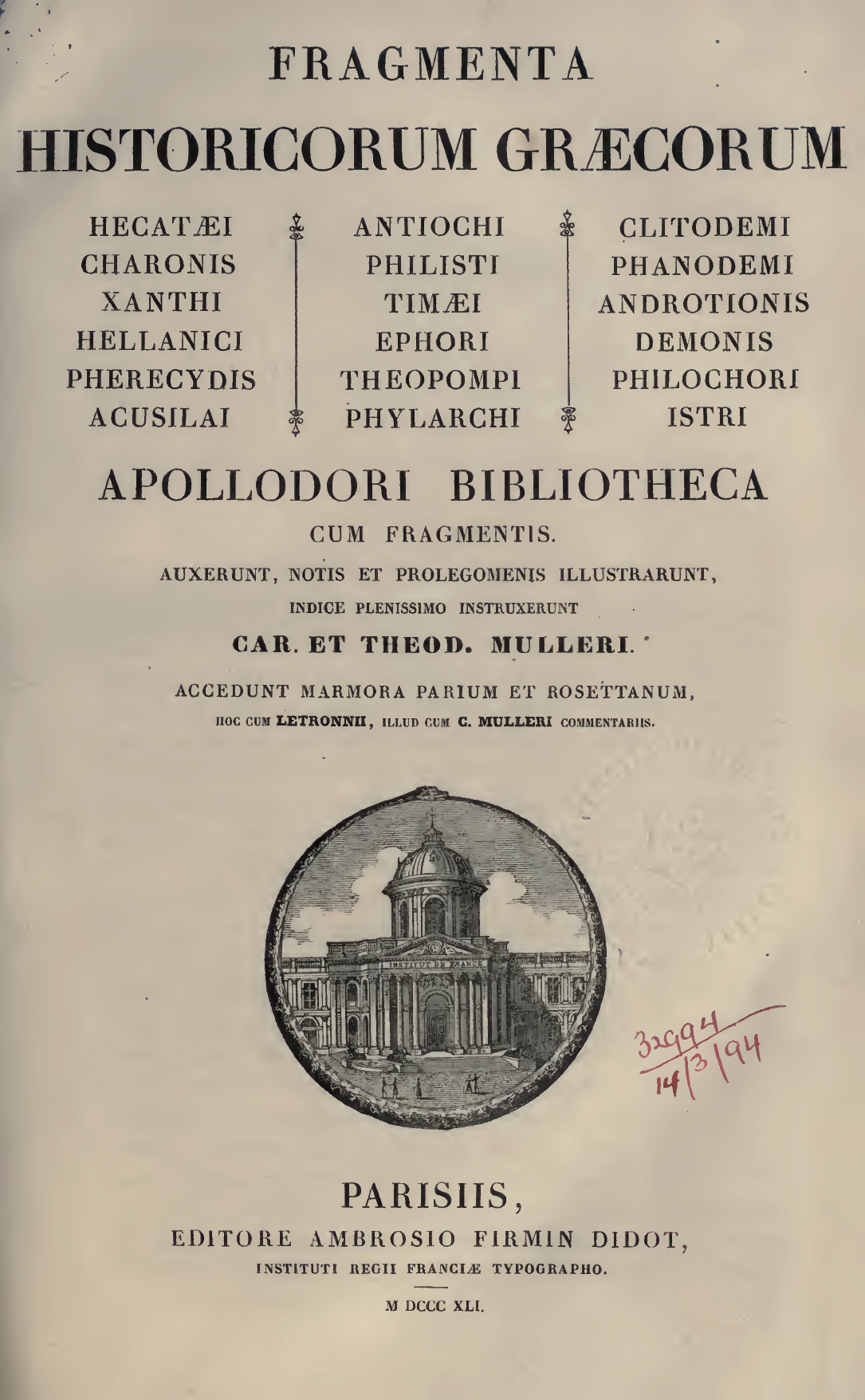
Primera edició dels Fragmenta historicorum Graecorum, volum 1.
París, Karl i Theodor Müller, 1841

Els Fragmenti der griechischen Historiker (Fragments dels historiadors grecs), més conegut per l'abreviatura de FGrH, FGH o «el Jacoby», és una col·lecció de fragments d'obres d'historiadors grecs, aplegats pel filòleg alemany Felix Jacoby (1876–1959). Es basen en gran part en els Fragmenta historicorum Graecorum de Karl Müller.
Jacoby comença els FGrH al 1923. Pretén compilar el conjunt de les restes dels escrits que subsisteixen d'historiadors grecs hui perduts: citacions, fragments, resums, etc. Aquests fragments s'acompanyen d'una ecdòtica (crítica), amb notes i comentaris breus, però no es tradueixen. El Jacoby conté més de 12.000 fragments de fonts que arriben al període romà d'Orient i, a més de les gregues, també conté fonts en altres llengües com ara l'armeni, siríac i àrab.
Jacoby havia previst un pla en cinc parts. A la seua mort, el 1959, havien aparegut 15 volums però només se n'acabaren tres parts, que comprenen fragments de 856 historiadors grecs:
- autors 1–63: mitògrafs i cronistes;
- autors 64–261: historiadors;
- autors 262–856: autobiografies, històries locals i obres sobre temes no grecs.

La quarta part s'havia de dedicar a les biografies i a la literatura antiga i la cinquena, a la geografia històrica. Jacoby no arribà a editar tres seccions que ja havia escrit ni el seu comentari al volum IIIC. Deixà més de 1.200 pàgines de notes, que han permés a un equip d'estudiosos editar el volum IV de l'obra.
L'Institut Arqueològic Alemany (DAI) ha finançat l'edició, traducció i comentaris del volum V, dedicat a fragments de geògrafs grecs antics.
Els FGrH són una referència ineludible per als investigadors de la història grega. Han permés revelar fonts fins llavors desconegudes, com els cronistes de l'Àtica.